# Pęchów (gmina)
Pęchów (alt. Penchów; od 1870 Klimontów) – dawna gmina wiejska istniejąca do 1870 roku w guberni radomskiej. Siedzibą władz gminy był Pęchów.
Za Królestwa Polskiego gmina Pęchów należała do powiatu sandomierskiego w guberni radomskiej.
28 sierpnia 1870 do gminy przyłączono zniesione miasto Klimontów, po czym gmina została zniesiona przez przemianowanie na gminę Klimontów.